# 瑟沃格
瑟沃格是法罗群岛沃格岛的村庄。村庄位于瑟沃格峡湾的底端，为瑟沃格市镇里的最大的村庄。人口数量为1,114人（2021年1月）。

## 最早定居点
瑟沃格被认为是法罗群岛中最古老的村庄之一。1957年当地人决定要盖一所新的学校，在建学校的体育馆的准备工作中他们发掘出了一个古老的维京人定居点。瑟沃格与其他三个村庄一道是法罗群岛中考古学家能够找到足够的证据来证明该处自825年法罗群岛有人定居100至150年后有建筑物的地方。
尽管瑟沃格是一个古老的村庄，但在13世纪起的法罗萨迦中并未提及它或者它所在的沃格岛。

## 机场
沃格机场是法罗群岛上的唯一机场，就位于瑟沃格村的外边。很多瑟沃格的居民在机场工作。

## 体育

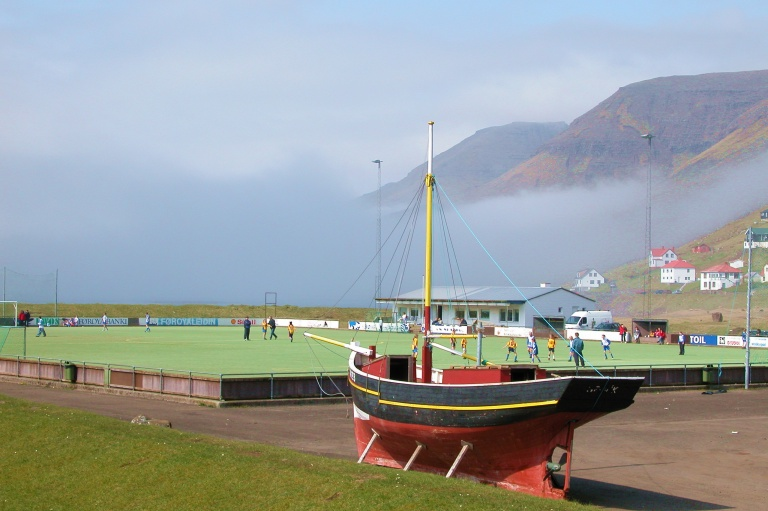
瑟沃格的足球场

本地的体育俱乐部为瑟沃格体育会，主要的体育项目为足球和排球。该体育会的足球俱乐部跟岛上其他村庄的俱乐部合并为07韦斯图尔俱乐部。
以前还有一个划艇俱乐部。1960年代之前也有一个国际象棋俱乐部。